# Martin Petrásek
Martin Petrásek (ur. 26 marca 1966 w Ostrovie) – czechosłowacki i czeski biegacz narciarski, brązowy medalista mistrzostw świata.

## Kariera
Jego olimpijskim debiutem były igrzyska w Calgary w 1988 roku. W swoim najlepszym starcie, w biegu na 30 km techniką klasyczną zajął 32. miejsce. Cztery lata później, podczas igrzysk olimpijskich w Albertville na tym samym dystansie zajął 24. miejsce. Wziął także udział w igrzyskach olimpijskich w Lillehammer w 1994 roku, gdzie jego najlepszym wynikiem było 58. miejsce w biegu pościgowym 10+15 km.
W 1989 roku wystartował na mistrzostwach świata w Lahti. Osiągnął tam największy sukces w swojej karierze wspólnie z Ladislavem Švandą, Radimem Nyčem i Václavem Korunką zdobywając brązowy medal w sztafecie 4 × 10 km. Wystąpił także na mistrzostwach świata w Val di Fiemme w 1991 roku zajmując 10. miejsce w biegu na 10 km techniką klasyczną.
Najlepsze wyniki w Pucharze Świata osiągnął w sezonie 1988/1989, kiedy to zajął 23. miejsce w klasyfikacji generalnej. Nigdy nie stanął na podium zawodów Pucharu Świata. W 2001 roku zakończył karierę.

## Osiągnięcia

### Igrzyska olimpijskie
| Miejsce | Dzień     | Rok  | Miejscowość | Konkurencja             | Czas biegu | Strata  | Zwycięzca            |
| ------- | --------- | ---- | ----------- | ----------------------- | ---------- | ------- | -------------------- |
| 32.     | 15 lutego | 1988 | Calgary     | 30 km stylem klasycznym | 1:24:26,3  | +7:29,8 | Aleksiej Prokurorow  |
| 43.     | 19 lutego | 1988 | Calgary     | 15 km stylem klasycznym | 41:18,9    | +4:48,9 | Michaił Diewiatjarow |
| 24.     | 10 lutego | 1992 | Albertville | 30 km stylem klasycznym | 1:22:27,8  | +6:03,0 | Vegard Ulvang        |
| 66.     | 13 lutego | 1992 | Albertville | 10 km stylem klasycznym | 27:36,0    | +4:51,4 | Vegard Ulvang        |
| 55.     | 15 lutego | 1992 | Albertville | 10+15 km pościgowy      | 1:05:37,9  | +8:09,1 | Bjørn Dæhlie         |
| 71.     | 17 lutego | 1994 | Lillehammer | 10 km stylem klasycznym | 24:20,1    | +3:49,9 | Bjørn Dæhlie         |
| 58.     | 19 lutego | 1994 | Lillehammer | 10 km + 15 km pościgowy | 1:00:08,8  | +8:15,0 | Bjørn Dæhlie         |
| DNF     | 27 lutego | 1994 | Lillehammer | 50 km stylem klasycznym | 2:07:20,3  | -       | Władimir Smirnow     |

### Mistrzostwa świata
| Miejsce | Dzień     | Rok  | Miejscowość   | Konkurencja             | Czas biegu | Strata  | Zwycięzca         |
| ------- | --------- | ---- | ------------- | ----------------------- | ---------- | ------- | ----------------- |
| 37.     | 18 lutego | 1989 | Lahti         | 30 km stylem klasycznym | 1:24:56,9  | +6:09,4 | Władimir Smirnow  |
| 18.     | 22 lutego | 1989 | Lahti         | 15 km stylem klasycznym | 42:40,7    | +2:14,6 | Harri Kirvesniemi |
| 3.      | 24 lutego | 1989 | Lahti         | Sztafeta 4 × 10 km      | 1:40:12,3  | +1,4    | Szwecja           |
| 41.     | 7 lutego  | 1991 | Val di Fiemme | 30 km stylem klasycznym | 1:16:12,4  | +6:48,0 | Gunde Svan        |
| 10.     | 11 lutego | 1991 | Val di Fiemme | 10 km stylem klasycznym | 25:55,0    | +34,8   | Terje Langli      |

### Puchar Świata

#### Miejsca w klasyfikacji generalnej
- sezon 1987/1988: 38.
- sezon 1988/1989: 23.
- sezon 1990/1991: 37.

#### Miejsca na podium
Petrásek nigdy nie zajął miejsca na podium zawodów Pucharu Świata.